# Gauliga Sachsen
De Gauliga Sachsen was een van de zestien Gauliga's die in 1933 werd opgericht na de machtsgreep van de NSDAP in 1933. De overkoepelende voetbalbonden van de regionale kampioenschappen werden afgeschaft en zestien Gauliga's namen de plaats in van de voorheen ontelbare hoogste klassen. In de Gauliga Sachsen speelden teams uit de provincie Saksen. Voorheen speelden de clubs in de talloze competities van de Midden-Duitse voetbalbond.

## Erelijst
| Seizoen | Kampioen     | Vicekampioen       |
| 1933-34 | Dresdner SC  | VfB Leipzig        |
| 1934-35 | PSV Chemnitz | Dresdner SC        |
| 1935-36 | PSV Chemnitz | Dresdner SC        |
| 1936-37 | BC 01 Hartha | PSV Chemnitz       |
| 1937-38 | BC 01 Hartha | SV Fortuna Leipzig |
| 1938-39 | Dresdner SC  | VfB Leipzig        |
| 1939-40 | Dresdner SC  | Planitzer SC       |
| 1940-41 | Dresdner SC  | Planitzer SC       |
| 1941-42 | Planitzer SC | Dresdner SC        |
| 1942-43 | Dresdner SC  | Planitzer SC       |
| 1943-44 | Dresdner SC  | SG Zwickau         |

## Eeuwige ranglijst
| Club                   | /11 | Seizoenen (1933-1944) |
| ---------------------- | --- | --------------------- |
| Dresdner SC            | 11  | 1933-1944             |
| VfB Leipzig            | 11  | 1933-1944             |
| Planitzer SC           | 11  | 1933-1944             |
| Polizei-SV Chemnitz    | 10  | 1933-1943             |
| Fortuna Leipzig        | 10  | 1934-1944             |
| sV Guts Muts Dresden   | 8   | 1933-1940, 1941-1942  |
| BC Hartha              | 8   | 1935-1941, 1942-1944  |
| Chemnitzer BC          | 6   | 1933-1934, 1939-1944  |
| SC Wacker 1895 Leipzig | 5   | 1933-1937, 1940-1941  |
| Riesaer SV             | 5   | 1936-1937, 1940-1944  |
| Sportfreunde Dresden   | 5   | 1934-1936, 1938-1941  |
| TuRa 1899 Leipzig      | 4   | 1938-1942             |
| VfB Glauchau           | 4   | 1933-1935, 1939-1941  |
| Döbelner SC            | 3   | 1941-1944             |
| SV TuRa 32 Leipzig     | 2   | 1936-1938             |
| Konkordia Plauen       | 2   | 1938-1940             |
| Plauener SuBC          | 2   | 1933-1935             |
| VFC Plauen             | 1   | 1933-1934             |
| SpVgg Falkenstein      | 1   | 1933-1934             |
| Dresdensia Dresden     | 1   | 1935-1936             |
| SpVgg Leipzig-Lindenau | 1   | 1937-1938             |
| SV Grüna               | 1   | 1937-1938             |
| FC Sportlust Zittau    | 1   | 1942-1943             |
| SG Zwickau             | 1   | 1943-1944             |
| KSG Tura/SpVgg Leipzig | 1   | 1943-1944             |

1933/34 · 1934/35 · 1935/36 · 1936/37 · 1937/38 · 1938/39 · 1939/40 · 1940/41 · 1941/42 · 1942/43 · 1943/44 · 1944/45
Originele Gauliga's: Baden · Bayern · Berlin-Brandenburg · Hessen · Mitte · Mittelrhein · Niederrhein · Niedersachsen · Nordmark · Ostpreußen · Pommern · Sachsen · Schlesien · Südwest-Mainhessen · Westfalen · Württemberg

Gauliga's na 1939: Hamburg · Hessen-Nassau · Köln-Aachen · Kurhessen · Mecklenburg · Moselland · Niederschlesien · Oberschlesien · Osthannover · Schleswig-Holstein · Südhannover-Braunschweig · Weser-Ems · Westmark

Gauliga's in bezette gebieden: Böhmen und Mähren · Danzig-Westpreußen · Elsaß · Generalgouvernement · Sudetenland · Ostmark · Wartheland